# Avis d'imposition en France
L'avis d'imposition en France, adressé au contribuable, est un extrait de rôle indiquant les modalités de calcul de l'impôt et le montant restant à payer à la date limite de paiement (le rôle est un titre de recette exécutoire émis par l'administration fiscale  ; en pratique, il s'agit d'une liste nominative de contribuables signée pour homologation par le Préfet). L'avis d'imposition permet en outre à tout contribuable de justifier du montant des revenus qu'il a déclarés. Cet avis peut être demandé par un organisme social, par exemple pour accorder une aide sous condition de revenu. Il faut toujours en faire une photocopie et conserver l'original. 
L'avis d'imposition comporte :
- tous les revenus déclarés, ainsi que les abattements et déductions retenus par l'administration fiscale ;
- le montant de l'impôt ;
- le revenu fiscal de référence, qui permet de déterminer d'éventuelles prestations sociales ou abattements d'impôts, ainsi que pour une télédéclaration d'impôt ;
- les adresses, téléphone et heures d'ouverture du centre des finances publiques.

Il est envoyé en août et septembre. En cas de perte, une copie peut être demandée au centre des finances publiques. Il est possible de l'imprimer via le site Internet http://www.impots.gouv.fr.